# Адам Кінзінгер
Адам Деніел Кінзінґер (англ. Adam Daniel Kinzinger; нар. 27 лютого 1978, Канкакі, Іллінойс) — американський політик, член Республіканської партії. Член Палати представників США від штату Іллінойс з 2011 до 2023 року. Член Групи підтримки України в Конгресі США. 29 жовтня 2021 року Кінзінгер оголосив, що не буде балотуватися до Палати представників у 2022 році.
Навчався у Normal West High School, Нормал, Іллінойс. Кінзінгер був членом ради округу Маклейн (штат Іллінойс) з 1998 до 2003 року. У 2000 році закінчив Університет штату Іллінойс. 2003 року Кінзінгера зарахували до ВПС США; був пілотом Boeing KC-135 Stratotanker для місій в Іраку та Афганістані, а пізніше пілотованого літака-розвідника в Іраку. Після служби у Військово-повітряних силах Національної гвардії підвищений до звання майора.

## Підтримка України
11 червня 2019 конгресмен Адам Кінзінгер зареєстрував законопроєкт, що передбачав цільові санкції проти суден-трубоукладників Північного потоку 2 і Турецького потоку, прокоментувавши це так: